# Rags lo scavatore
Rags lo scavatore ("Rags the Digger") fu un lupo grigio maschio attivo per un periodo di quattordici anni in Cathedral Bluffs, presso Meeker nel Colorado. Il suo nomignolo derivava dalla sua pelliccia lunga e trasandata, e la sua abitudine di far scattare le tagliole disposte per lui senza farsi catturare. Oltre la sua pelliccia, Rags era un lupo di fisionoma insolita, con le zampe posteriori più grosse delle anteriori, conferendogli una impronta inconfondibile. I danni sul bestiame provocato da questo lupo ammontarono a 10 000 prima di essere finalmente catturato. Agiva solitamente da solo, ma fu almeno una volta avvistato in compagnia con altri due lupi.
La data della sua eventuale cattura è incerta, potendo essere avvenuta nel 1920 o 1924. Fu catturato in una trappola disposta lungo uno dei suoi sentieri preferiti dal cacciatore governativo William H. Caywood, responsabile per l'abbittimento di molti altri lupi "fuorilegge", inclusi Gray Terror, il lupo maccellaio, Gray di Cuerno Verde, il lupo di Greenwood e il branco di Keystone. Quando Caywood lo raggiunse prima di abbatterlo, Rags si avvicinò a lui ringhiando, un comportamento insolito in un lupo intrappolato.
Le descrizioni date sull'aspetto fisico e il comportamento incauto di Rags hanno condotto alucuni studiosi a concludere che Rags fosse un lupo ibrido.